# Velimir Ilić
Velimir Ilić (Čačak, Srbija, 28. svibnja 1951.), srbijanski političar, osnivač i predsjednik političke stranke Nova Srbija od 1997. godine nastale izdvajanjem iz Srpskog pokreta obnove Vuka Draškovića.
Postao je iznimno popularan tijekom prosvjeda 5. listopada 2000. godine, kada je oboren Miloševićev režim. 
Na izvanrednim izborima za Skupštinu Srbije, 28. prosinca 2003. godine, njegova Nova Srbija oformila je koaliciju sa Srpskim pokretom obnove Vuka Draškovića i osvojila 22 zastupnička mjesta. Ilić je ušao u koalicijsku Vladu zajedno s Koštuničinim DSS-om i strankom G 17+, ožujka 2004. godine. Ilić je tada izabran za ministra kapitalnih invjesticija.
Pred izvanredne parlamentarne izbore, siječnja 2007. godine, Ilićeva stranka ulazi u koaliciju s DSS-om i osvaja ukupno 47 zastupničkih mjesta. 15. svibnja iste godine, Ilić postaje ministar za infrastrukturu u novoj Vladi Srbije koju su oformile Tadićeva Demokratska stranka, koalicija DSS i Nova Srbija i politička stranka G 17+.
Od srpnja 2008. godine ne obnaša dužnost ministra infrastrukture, nakon što su Demokratska stranka Srbije i Nova Srbija prešle u oporbu nakon izvanrednih parlamentarnih izbora koji su održani u svibnju iste godine.

## Državne funkcije
- Ministar kapitalnih investicija Srbije (ožujak 2004. - svibanj 2007.)
- Ministar infrastrukture Srbije (svibanj 2007. - srpanj 2008.)